# Margarete Pix

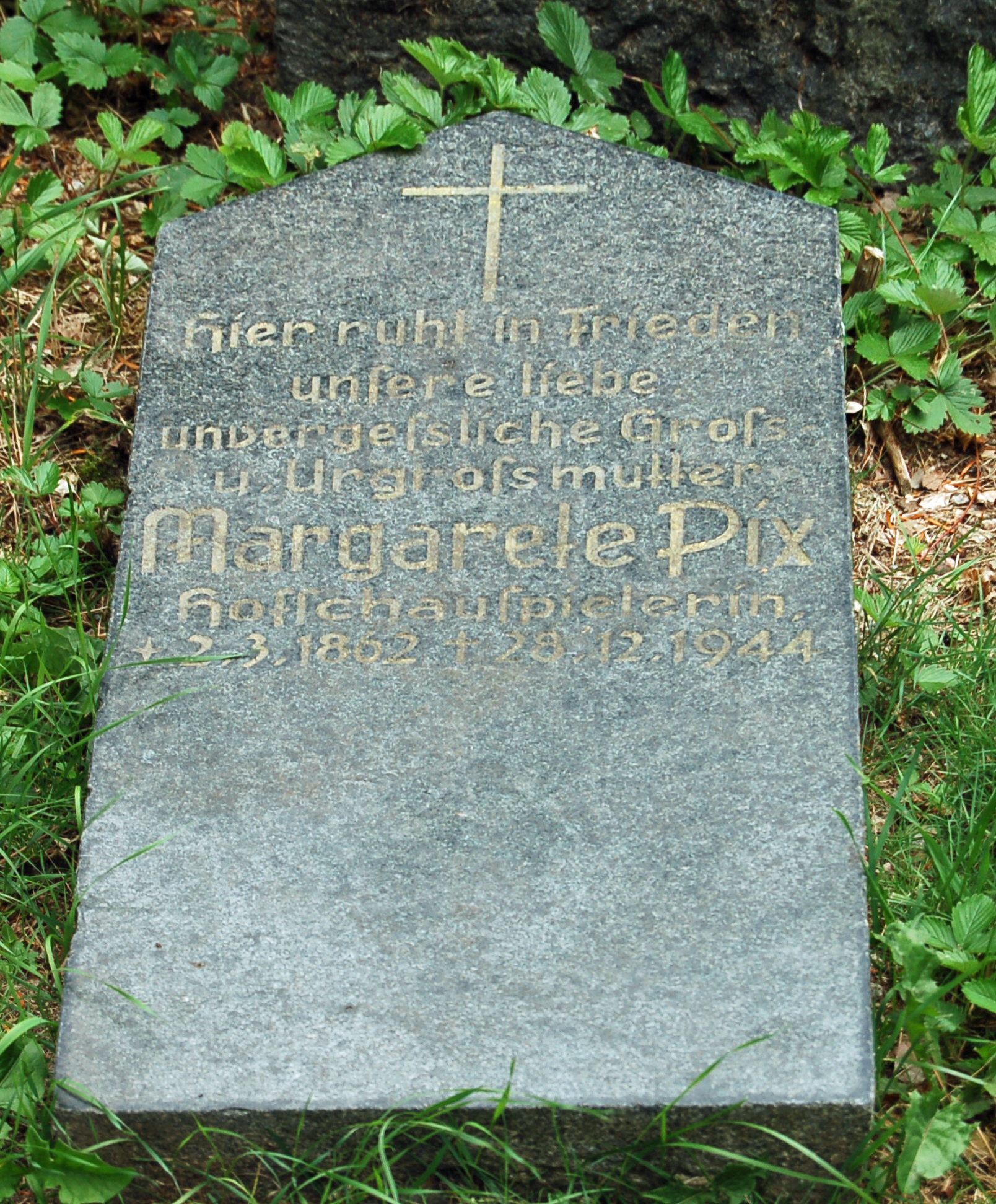
Ihr Grabstein im Cäcilie-Bleeker-Park in Uetersen

Margarete (Grete) Pix (* 2. März 1862 in Weimar; † 28. Dezember 1944 in Uetersen) war eine deutsche Schauspielerin und Theaterpädagogin.

## Wirken
Die Hofschauspielerin Margarete Pix spielte an verschiedenen großen deutschen Theatern, wie dem Deutschen Nationaltheater Weimar, und war von 1905 bis 1923 in der Haupt- und Residenzstadt Karlsruhe am Großherzoglichen Hoftheater und dem Badischen Landestheater engagiert. Von 1935 bis 1938 war sie Lehrerin an der Karlsruher Theaterakademie. Daneben betätigte sie sich auch als Theaterpädagogin. Später zog sie sich von der Schauspielerei zurück und verstarb 1944. Ihr Grab befindet sich im Cäcilie-Bleeker-Park in Uetersen.
Der damalige österreichischer Esoteriker und Philosoph Rudolf Steiner schrieb nach einem Vortragsabend über sie: Als eine wirkliche Vortragskünstlerin lernten wir am 1.  November 1898 Frau Margarete Pix kennen. Ihre ganze Art wirkt sympathisch. Mir wurde das besonders klar beim Vortrage des Gedichtes „Anna“ von Julius Hart und einiger Dichtungen der leider in Norddeutschland so wenig bekannten M. E. delle Grazie. Auch einiges von Theodor Fontane hörte ich gern in der Wiedergabe der Frau Pix.  Ich möchte überhaupt den Abend durchaus als gelungen bezeichnen....Frau Pix hat ein schönes Vortragstalent.